# Alvin Yeung
Alvin Yeung (en chino: 楊岳橋. Hong Kong, 5 de junio de 1981) es un político hongkonés.
Alving Yeung se crío y creció en Canadá, a donde sus padres emigraron tras la masacre de la plaza de Tiananmén. Se graduó en la Universidad de Ontario Occidental.
Tras graduarse en Canadá viajó a China, a la Universidad de Pekín, para graduarse en derecho. Allí empezó su activismo político inspirado por las marchas de Hong Kong del 1 de julio, comenzando a ser un activista político reconocido en Hong Kong.
Se afilió al Partido Cívico del cual fue líder entre 2016 y 2020, así como legislador en el Consejo Legislativo de Hong Kong tras las elecciones legislativas de 2016.
A comienzos de 2021, Yeung fue parte de los numerosos políticos del Campo Pro-Democracia que fueron detenidos por las autoridades hongkonesas. Esta opresión sistemática contra la oposición fue lo que llevó a los prodemocratas a boicotear las elecciones legislativas de 2021.